# Colchicum macedonicum
Colchicum macedonicum là một loài thực vật có hoa trong họ Colchicaceae. Loài này được Kosanin miêu tả khoa học đầu tiên năm 1911.